# Митрошин, Юрий Алексеевич
Юрий Алексеевич Митрошин (фин. Juri Mitroshin; род. 12 октября 1953, Пермь, РСФСР, СССР) — финский художник, иконописец, член Союза художников России.

## Биография
Родился 12 октября 1953 года в Перми.
Обучался в Высшем художественно-промышленном училище им. В. И. Мухиной в Ленинграде.
В 1979 году эмигрировал в Финляндию. В 1998 году был одним из основателей Союза русских художников в Финляндии «Триада» и многолетним председателем этого союза. Также в течение пяти лет был заместителем председателя в союзе художников эмигрантов Европы «EU Men».
Проживает с семьёй в Хельсинки.

## Творчество
Росписи церквей: с 1983 по 1986 годы — в Казанской церкви Ярвенпяа; в 2000 году — иконостас Вознесенского храма в Тиккурила.
2009 году спроектировал иконостас и написал в него иконы для домовой церкви св. Стефана в г. Хельсинки
Мозаичные работы: в 1989-90 годах — мозаичные образы св. Сергия и Германа Валаамских в Ново-Валаамском монастыре; часовня Святого Марка, в 1988 году — мозаика над входом в храм Казанской иконы Богородицы в Ярвенпяа.
Иконы находятся в коллекциях у президентов Финляндии (Тарьи Халонен), Греции и Румынии, а также церквях и коллекциях Швейцарии, Финляндии, Швеции.

### Выставки
- Хельсинки (персональная)
- Турку (персональная)
- Ленинград (коллективная)
- Йоэнсуу (персональная)